# Esporte Clube Primeiro Passo Vitória da Conquista
El Esporte Clube Primeiro Passo Vitória da Conquista, conocido también como Vitória da Conquista, es un equipo de fútbol de Brasil que juega en el Campeonato Baiano, la primera división del estado de Bahía; y en el Campeonato Brasileño de Serie D, la cuarta división nacional.

## Historia
Fue fundado el 21 de enero de 2005 en el municipio de Vitória da Conquista del estado de Bahía por el exjugador Ederlane Amorim con el fin de regresar las glorias de equipos anteriores de la ciudad, e iniciaron ganando la segunda división estatal al año siguiente, el cual ganaron de manera invicta.
En 2008 participa por primera vez en un torneo a escala nacional, en el Campeonato Brasileño de Serie C, donde superaron la primera ronda como ganadores de su grupo entre cuatro equipos, pero son eliminados en la segunda ronda al finalizar en tercer lugar entre cuatro equipos, quedando en el lugar 21 entre 63 equipos y así termina fuera de la fase final.
En 2010 gana su primer título importante, la Copa Gobernador del Estado de Bahía, logrando así clasificar por primera vez al Campeonato Brasileño de Serie D de 2011 en donde fue eliminado en la primera ronda al terminar en último lugar de su grupo entre cinco equipos, ubicándose en el lugar 33 entre 40 equipos. Ese mismo año es campeón de copa estatal por segunda ocasión y juega en la Serie D en 2012 donde vuelve a ser eliminado de la misma forma que en 2011 finalizando en el puesto 35 entre 40 equipos.
En 2012 gana la copa estatal por tercera ocasión, clasificando nuevamente al Campeonato Brasileño de Serie D y por primera vez a la Copa de Brasil de 2013. En la cuarta división nacional queda fuera en la primera ronda al terminar en tercer lugar de su zona y terminó en el lugar 21 entre 40 equipos; mientras que en la Copa de Brasil es eliminado en la primera ronda por el Sport Recife del estado de Pernambuco con marcador de 0-3.
En 2014 vuelve al Campeonato Brasileño de Serie D donde es eliminado en la primera ronda al terminar en cuarto lugar de su grupo entre cinco equipos y termina en el lugar 39 entre 41 equipos. Ese mismo año gana la copa estatal por cuarta ocasión y regresa a la Copa de Brasil de 2015, donde es eliminado 1-4 en la primera ronda por el SE Palmeiras del estado de Sao Paulo.
En 2016 participa nuevamente en la Copa de Brasil como subcampeón estatal donde por primera vez supera la primera ronda al eliminar al Clube Náutico Capibaribe del estado de Pernambuco por la regla del gol de visitante, pero es eliminado en la segunda ronda 0-2 por el Santa Cruz Futebol Clube, otro equipo del estado de Pernambuco. Ese mismo año es campeón de copa estatal por quinta ocasión, volviéndose el club más ganador del torneo de copa en el estado de Bahía.
En la Copa de Brasil de 2017 es eliminado en la primera ronda por el Coritiba FC del estado de Paraná, y en el Campeonato Baiano termina en cuarto lugar, clasificando nuevamente a la Copa de Brasil y al Campeonato Brasileño de Serie D de 2018. En la cuarta división nacional es eliminado en la primera ronda como tercer lugar de su grupo y terminó en el lugar 40 entre 68 equipos; mientras que en la Copa de Brasil es eliminado en la primera ronda por el Boa Esporte Clube del estado de Minas Gerais.
En 2019 termina en cuarta posición del Campeonato Baiano y clasifica al Campeonato Brasileño de Serie D en 2020. En la Serie D clasifica a la segunda fase, tras quedar en tercera posición de ocho equipos en su grupo. En la segunda fase es eliminado por Salgueiro del estado de Pernambuco.
En el Campeonato Baiano de 2022 quedó en penúltima posición, lo cual hizo que pierda la categoría de la máxima división estatal, tras 16 años consecutivos estando en ella.

## Palmarés
- Copa Governador do Estado da Bahia (5): 2010, 2011, 2012, 2014, 2016
- Campeonato Baiano Serie B (1): 2006

## Evolución del Uniforme
| Local 2018   | Visita 2018 | Local 2017  | Visita 2017 | Local 2016  |
| Visita 2016  | Local 2015  | Visita 2015 | Local 2014  | Visita 2014 |
| Tercero 2014 | Local 2013  | Visita 2013 | Local 2012  | Visita 2012 |
| Local 2011   | Visita 2011 | Local 2010  | Visita 2010 |             |